# Čardak d'Igrutin Podgorac à Tavnik
Le čardak d'Igrutin Podgorac à Tavnik (en serbe cyrillique : Чардак Подгорац Игрутина у Тавнику ; en serbe latin : Čardak Podgorac Igrutina u Tavniku) se trouve à Tavnik, sur le territoire de la ville de Kraljevo et dans le district de Raška, en Serbie. Il est inscrit sur la liste des monuments culturels protégés de la république de Serbie (identifiant no SK 893),.

## Présentation

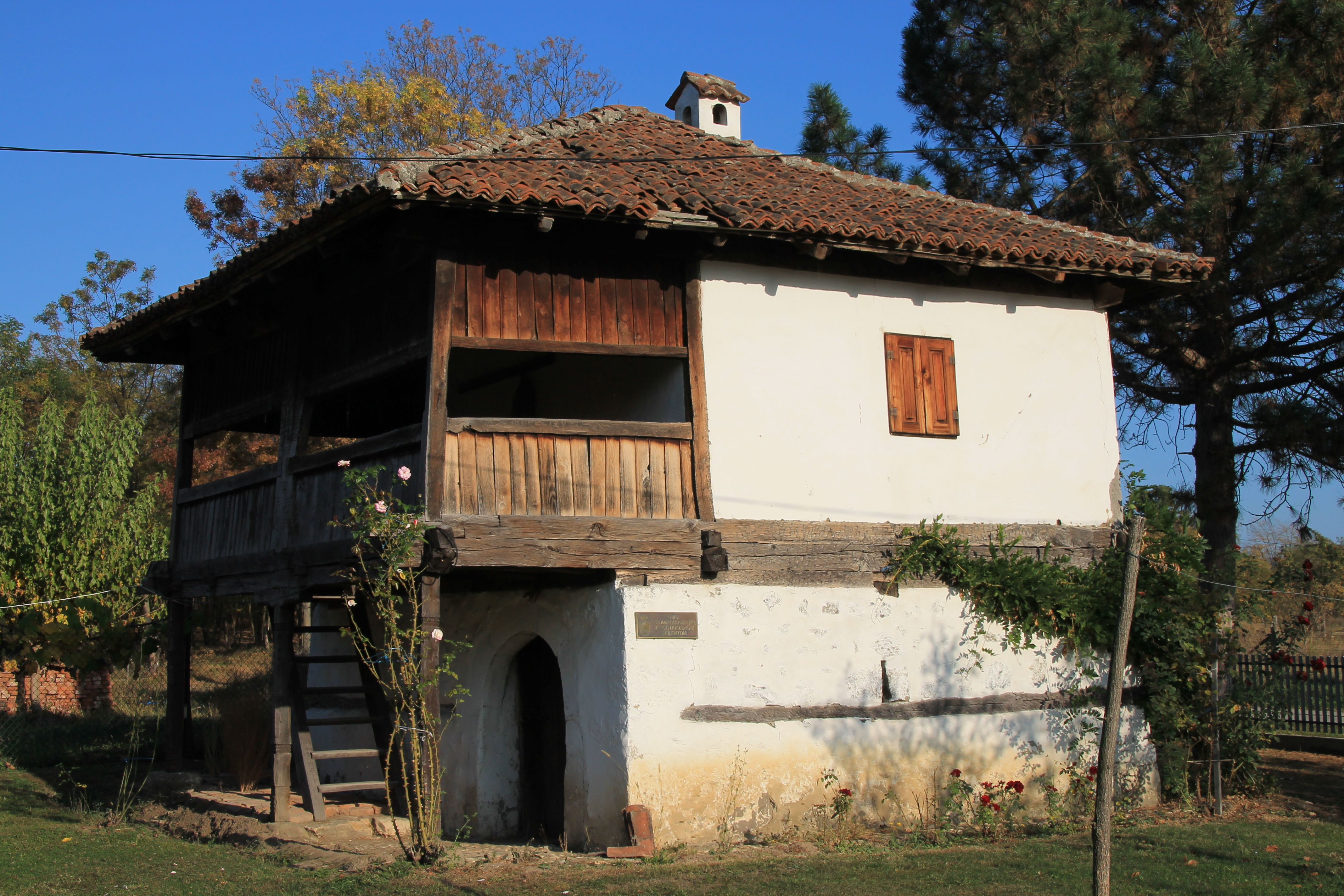
Autre vue du čardak.

Le čardak, construit au début du XIXe siècle, est situé dans l'arrière-cour de la propriété de la famille Podgorac ; il constitue un exemple typique de maison destinée à loger des invités. Contrairement aux bâtiments résidentiels ordinaires, essentiellement fonctionnels, ces čardaks ont une valeur représentative et sont l'œuvre de maîtres bâtisseurs particulièrement habiles.
Le bâtiment se compose d'un rez-de-chaussée en pierre et d'un premier étage doté d'un porche-galerie en bois qui repose sur le sol grâce à des piliers eux aussi en bois ; la maison possède un toit à quatre pans recouvert de tuiles qui se termine par un large auvent. On accède au porche par un escalier en bois. Cette entrée ouvre sur deux pièces séparées par un mur dans lequel est inséré un foyer permettant de les chauffer.

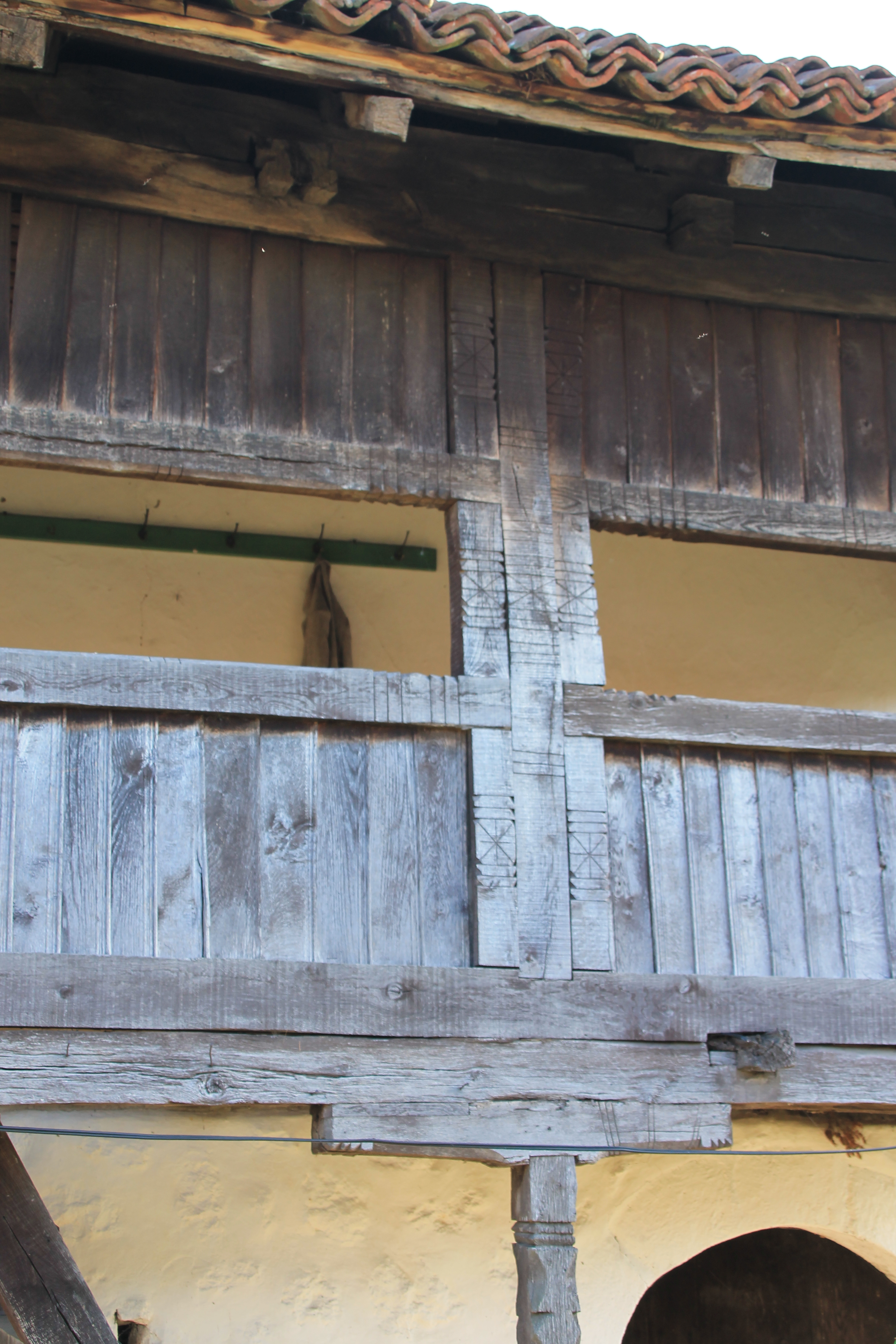
Détail du porche-galerie.
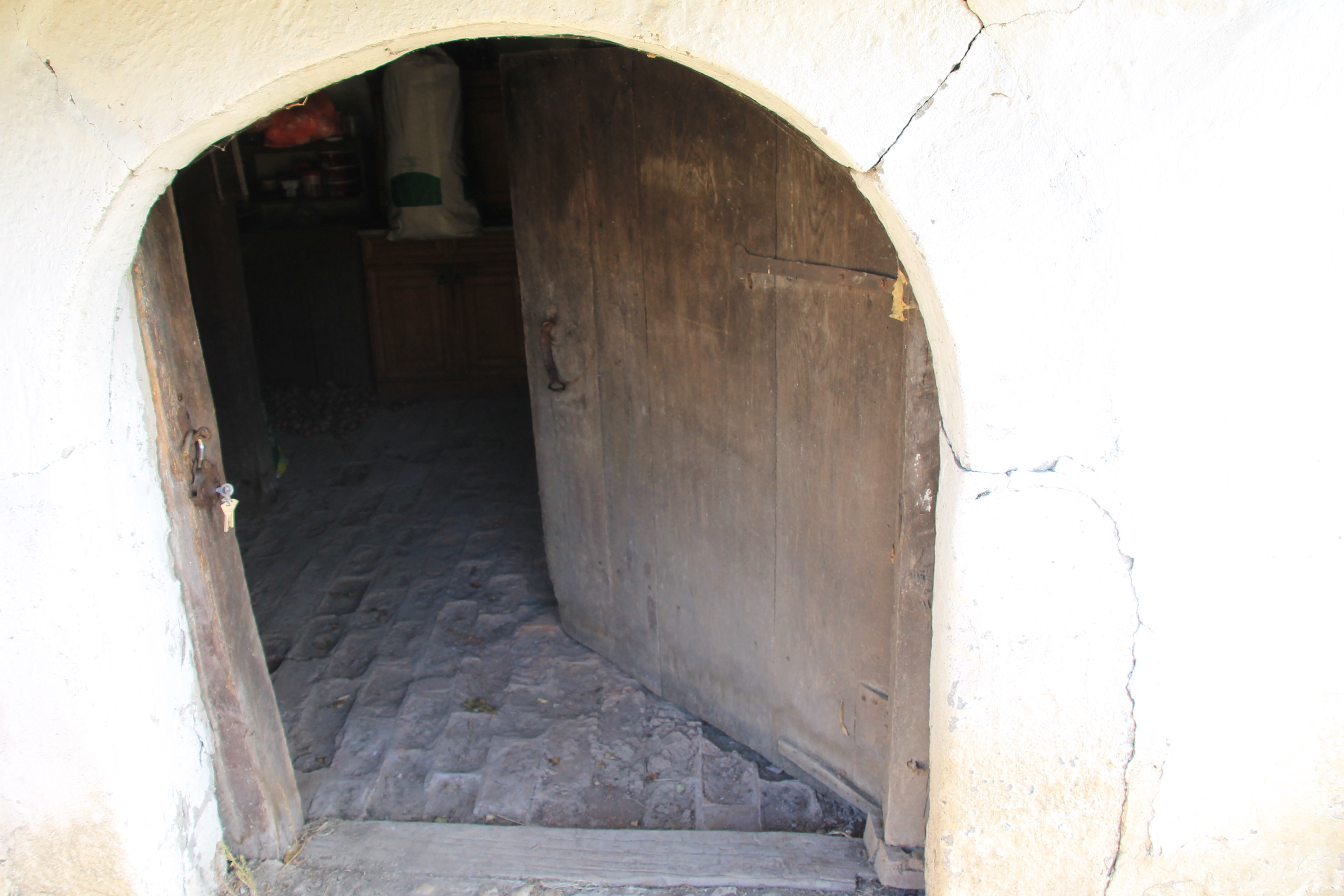
L'entrée du rez-de-chaussée.
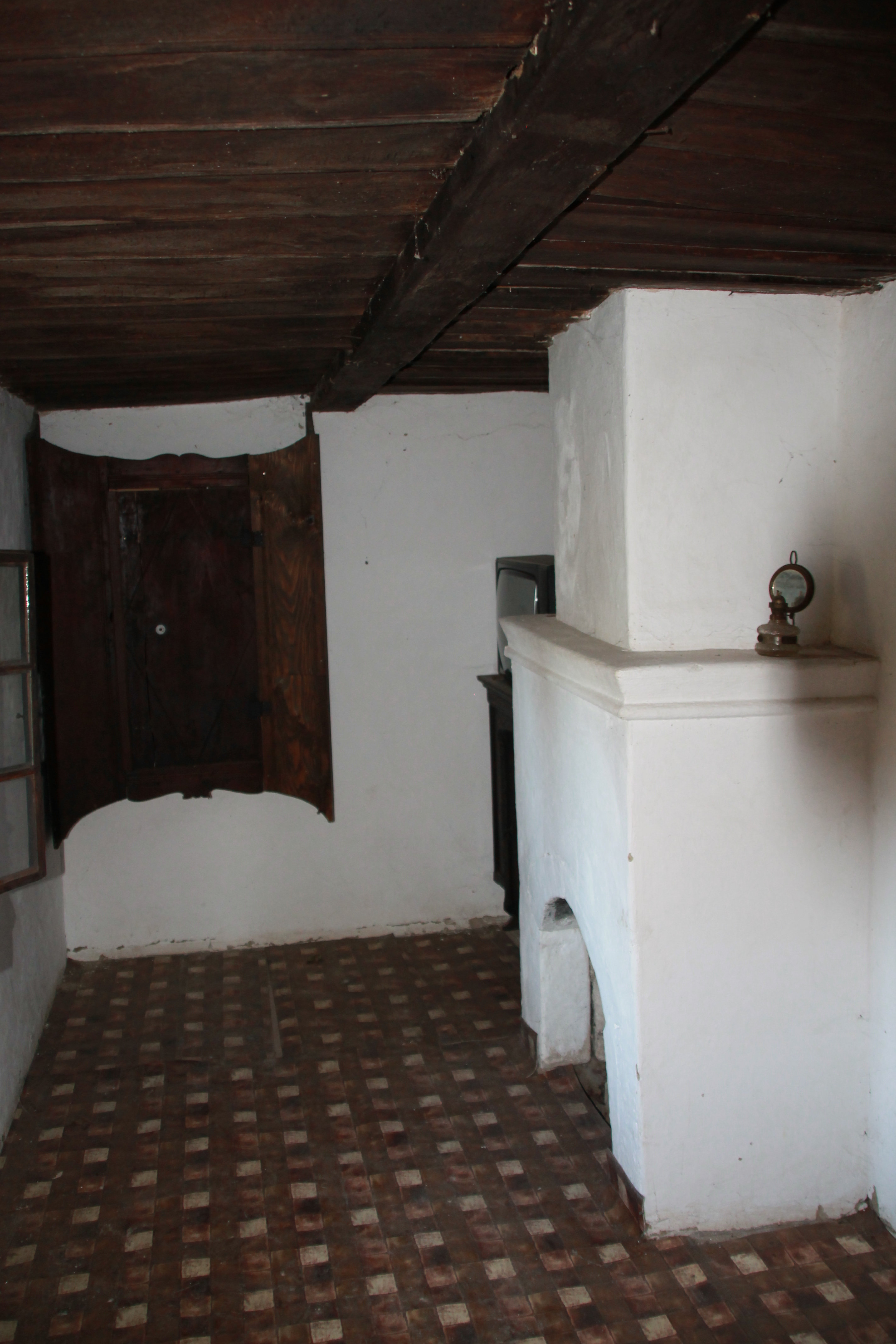
L'intérieur.